# 快盜戰隊魯邦連者VS警察戰隊巡邏連者 en film
《快盜戰隊魯邦連者VS警察戰隊巡邏連者 en film》（日语：快盗戦隊ルパンレンジャーVS警察戦隊パトレンジャー en film），是日本特攝節目《快盜戰隊魯邦連者VS警察戰隊巡邏連者》於2018年8月4日上映的劇場版作品，香港於2019年11月28日上映，台灣於2019年12月13日上映中日雙語版本。
此外日本當地同步上映《假面騎士Build》劇場版《劇場版 假面騎士Build Be The One》。香港和台灣同步上映《假面騎士ZI-O》劇場版《劇場版 假面騎士ZI-O Over Quartzer》。

## 本作特色
- 本作為《快盜戰隊魯邦連者VS警察戰隊巡邏連者》的獨立劇場版。
- 本作為《超級戰隊系列》於平成時代上映的最後一部劇場版作品。

## 故事概要
為了將Gangler的犯罪全消滅，並揭開魯邦連者的真面目而來到日本的名偵探——「福洛克·夏爾摩斯」。
為了防止Gangler襲擊的巡邏連者，以及為了狙擊Gangler而出現的魯邦連者，快盜VS警察....VS偵探！？
在三方的混戰之中，魯邦紅與巡邏連1號卻被綁架至異世界！？要阻止陰謀並破除危機的方法，唯有抱著絕對的決心的二人共同戰鬥！
「製造麻煩」的快盜，及「棘手」的警察。「絕不可能」的組合將挺身而出！

## 登場人物

### 快盜戰隊魯邦連者
- 夜野魁利 / 快盜紅 -伊藤明日陽
- 宵町透真 / 快盜藍 -濱正悟
- 早見初美花 / 快盜黃 -工藤遙

### 警察戰隊巡邏連者
- 朝加圭一郎 / 巡邏連1號 -結木滉星
- 陽川咲也 / 巡邏連2號 -橫山涼
- 明神司紗 / 巡邏連3號 -奧山和紗

### 魯邦X / 巡邏連X
- 高尾諾爾 / 快盜X / 巡邏連X -元木聖也

### 相關人物
小暮先生 -溫水洋一
侍奉著稀世之大快盜——「亞森·魯邦」後裔的神秘管家。
希爾托普 管理官 -艾克·瓦拉
國際特別警察機構日本分部的成員，巡邏連者的管理官。
吉姆・卡特 - CV:釘宮理惠
國際特別警察機構日本分部所屬的事務用機器人。

### 本作登場人物
福洛克・夏爾摩斯 Herlock Sholmes  （エルロック・ショルメ）（田中直樹）飾
解決世上數宗奇案的名偵探，為了消滅Gangler的犯罪及揭穿魯邦連者的真面目而從法國來到日本。
實際上他的真面目就是Gangler的怪人，這一切計劃只是為了將魯邦連者和巡邏連者兩組人馬集聚後消滅。

## 戰力

### 戰隊方

#### 魯邦三色（ルパントリコロール，Lupin Tricolore）
魯邦連者使用頭獎前锋後的型態，與巡邏連U號相似。

#### 頭獎前锋（ジャックポットストライカー，Jackpot Striker）
【基本資料】
| 機體高度 | 機體寬度 | 機體長度 | 機體重量 | 機體航速 | 機組力量輸出 |
| -------- | -------- | -------- | -------- | -------- | ------------ |
| 17.3m    | 39.4m    | 52.4m    | 1100t    | 馬赫1.1  | 550萬馬力    |

於本作登場的魯邦珍藏，在Gangler的異世界中與魁利等人偶然相遇的。
為最佳前鋒的朋友，同樣地擁有自主意識，並能夠使用在VS變身器上。
啟動密碼為「7・7・7」，出擊時的音效為「ジ・ジ・ジ・ジャックポット！」。

#### 魯邦君王（ルパンレックス，Lupin Rex）
【基本資料】
| 機體高度 | 機體寬度 | 機體厚度 | 機體重量 | 機體航速 | 機體飛行航速 | 機組力量輸出 |
| -------- | -------- | -------- | -------- | -------- | ------------ | ------------ |
| 41.0m    | 40.6m    | 27.5m    | 2100t    | 500km/h  | 1.1馬赫      | 1050萬馬力   |

魯邦連者的巨大機器人，由紅（頭部）、藍（右手）、黄（左手）三架轉盘戰機和頭獎前鋒（胴體和下半身）合體而成，於本作登場。

### 敵方
威爾森 Wilson（ウィルソン）（茶風林聲）
本作中登場的Gangler怪人，福洛克的搭檔。
在福洛克的計劃下偽裝成記者，但被魯邦連者揭穿身份。

## 演員
- 夜野魁利 / 快盜紅（聲） - 伊藤明日陽（台配：蔣鐵城）
- 宵町透真 / 快盜藍（聲） - 濱正悟（台配：孟慶府）
- 早見初美花 / 快盜黃（聲） - 工藤遙（台配：連婉鈞）
- 朝加圭一郎 / 巡邏連1號（聲） - 結木滉星（台配：孟慶府）
- 陽川咲也 / 巡邏連2號（聲） - 橫山涼（台配：歐祖豪）
- 明神司紗 / 巡邏連3號（聲） - 奧山和紗（台配：劉如蘋）
- 高尾諾爾 / 快盜X（聲） / 巡邏連X（聲） - 元木聖也（台配：陳彥鈞）
- 小暮先生 - 溫水洋一（台配：陳彥鈞）
- 希爾托普 - 艾克・瓦拉（台配：孟慶府）
- 福洛克・夏爾摩斯 - 田中直樹（鐵公雞二人組，台配：陳彥鈞）

### 配音演出
- 吉姆・卡特 - 釘宮理惠（台配：連婉鈞）
- 道格拉尼奧・亞文 - 宮本充（台配：陳彥鈞）
- 戴斯特拉・瑪裘 - 上田祐司（台配：馬伯強）
- 葛修・露・梅鐸 - 竹達彩奈（台配：劉如蘋）
- 最佳前鋒 - 三矢雄二（台配：歐祖豪）
- 頭獎前鋒 - 藤原啓治（台配：馬伯強）
- 威爾森 - 茶風林（台配：歐祖豪）

## 製作人員
- 原作 - 八手三郎
- 劇本 - 香村純子
- 導演 - 杉原輝昭
- 音樂 - 高木洋
- 動作導演 - 福澤博文
- 特攝導演 - 佛田洋（特攝研究所）
- 發行 - 東映
- 製作 - 劇場版「Build・LupPat」製作委員會（東映、tv asahi、東映動畫、東映影像、ADK、東映廣告、萬代）

## 音樂
- 「 ルパンレンジャーVSパトレンジャー Movie edition 」
  - 作詞：藤林聖子／作曲、編曲：高木洋（Project.R）／演唱：Project.R（吉田達彥、吉田仁美）

## 外部連結
- 官方網站（日語）